# IC 745
IC 745 је лентикуларна галаксија у сазвјежђу Дјевица која се налази на листи објеката дубоког неба у Индекс каталогу.
Деклинација објекта је + 0° 8' 13" а ректасцензија 11h 54m 12,2s. Привидна величина (магнитуда) објекта IC 745 износи 12,9 а фотографска магнитуда 13,9. Налази се на удаљености од 16,850 милиона парсека од Сунца. IC 745 је још познат и под ознакама UGC 6877, MCG 0-30-34, MK 1308, ARAK 332, UM 465, CGCG 12-114, PGC 37339.